# Acantheae
Tribu
Les Acantheae sont une tribu de plantes à fleurs de la famille des Acanthaceae et de la sous-famille des Acanthoideae.

## Liste des sous-taxons
- Sous-tribu des Acanthinae
- Sous-tribu des Aphelandrinae
- Genre non attribué à une sous-tribu:
  - Achyrocalyx

## Publication originale
- Dumortier B.-C., 1829. Analyse des Familles de Plantes: avec l'indication des principaux genres qui s'y rattachent. 104 pp., Tournay, J. Casterman.